# Apariencia y realidad
Apariencia y Realidad (Appearance and Reality) (1893; segunda edición, 1897) es un libro del filósofo inglés Francis Herbert Bradley, en el que el autor, influenciado por Georg Wilhelm Friedrich Hegel, sostiene que la mayoría de las cosas son apariencias e intenta describir la realidad que estas apariencias tergiversan, lo que Bradley llama Absoluto. Es la declaración principal de la metafísica de Bradley y se considera su libro más relevante.

## Recepción
Apariencia y Realidad es considerado el libro más importante de Bradley. Según Ronald W. Clark, su publicación ayudó a "arrebatar la iniciativa filosófica del continente". En 1894, el trabajo fue revisado por JME McTaggart en Revue de métaphysique et de morale, y Josiah Royce en The Philosophical Review. Apariencia y Realidad fue una influencia temprana en Bertrand Russell, alentándolo a cuestionar los dogmas y creencias contemporáneos. Russell recordó que Apariencia y Realidad tenía un profundo atractivo no solo para él, sino para la mayoría de sus contemporáneos, y que GF Stout había declarado que Bradley "había hecho todo lo que era humanamente posible en ontología". Si bien Russell luego rechazó los puntos de vista de Bradley, continuó considerando Apariencia y Realidad con "el mayor respeto".
Richard Wollheim comenta que la segunda edición de Apariencia y Realidad contiene material nuevo considerable y debe consultarse con preferencia a la edición original. Según el filósofo británico Timothy Sprigge, algunos de los argumentos de Bradley son famosos. Sprigge sugiere que el idealismo absoluto de Bradley en algunos aspectos recibió una mejor presentación en el trabajo posterior de Bradley Ensayos sobre la verdad y la realidad (1914) que en Apariencia y Realidad. Thomas Mautner comenta que la "metafísica audaz" de Bradley se presenta con "brío belicoso".